# Best Friend's Girl
《Best Friend's Girl》為日本音樂團體第三代J Soul Brothers的第1張單曲，於2010年11月10日由rhythm zone發售。

## 概要
- A面曲 《Best Friend's Girl》是「EXILE presents VOCAL BATTLE AUDITION 2 〜給懷抱夢想的年輕人們〜」第三次審查的課題曲，亦是明治「Meltykiss」電視廣告歌曲
- 此單曲有2個版本，分別有「CD+DVD」和「CD ONLY」。「CD+DVD」收錄了《Best Friend's Girl》的Music Video。
- 在11月22日於公信榜单曲週排行榜取得第2位。

## 收錄曲目

### CD
1. Best Friend's Girl（作詞：松尾潔、作曲：川口大輔、編曲：中野雄太）
2. Best Friend's Girl（Instrumental）

### DVD
- Best Friend's Girl（Music Video）

## 備註
1. ↑  . Oricon. 2010  [2013-05-14]. （原始内容存档于2013-04-25） （日语）.

## 外部連結
- 三代目J Soul Brothers「Best Friend's Girl」ミュージック・ビデオ（页面存档备份，存于） - YouTube
- Best Friend's Girlスペシャルサイト